# Santa Maria Liberatrice
Santa Maria Liberatrice är en kyrkobyggnad och titeldiakonia i Rom, helgad åt Jungfru Maria. Kyrkan är belägen vid Piazza di Santa Maria Liberatrice i Rione Testaccio och tillhör  församlingen Santa Maria Liberatrice. Kyrkan innehas av Don Boscos salesianer.

## Historia
Kyrkan Santa Maria Liberatrice al Foro Romano revs år 1900 och denna kyrka i Testaccio övertog då dess namn. Den nya Santa Maria Liberatrice är ritad av Mario Ceradini och konsekrerades av kardinalvikarie Pietro Respighi den 29 november 1908.

## Fasaden
Fasaden har två gigantiska mosaiker: Korsfästelsen och nedanför denna Sancta Maria libera nos a poenis inferni; de utgör kopior av fresker i Santa Maria Antiqua.

## Interiören
Kyrkans interiör är treskeppig med tvärskepp. Högaltarets Mariaikon från 1500-talet härstammar från den rivna kyrkan Santa Maria Liberatrice på Forum Romanum. Luciano Bartoli freskmålade absiden mellan 1956 och 1964; motivet är Den heliga Treenigheten med Jungfru Maria.

## Titeldiakonia
Santa Maria Liberatrice a Monte Testaccio stiftades som titeldiakonia av påve Paulus VI år 1965.
Kardinaldiakoner
- Giuseppe Beltrami, titulus pro illa vice (1967–1973)
- Opilio Rossi (1976–1987)
- Antonio María Javierre Ortas (1988–1999); titulus pro illa vice (1999–2007)
- Giovanni Lajolo (2007–)

## Bilder
| - Fasadmosaiken SANCTA MARIA LIBERA NOS A POENIS INFERNI med Jungfru Maria och Barnet med Paulus och Petrus, Julitta och Quiriacus. Längst till vänster ses påven Zacharias och längst till höger adelsmannen Theodotus. |